# جمعیت‌شناسی ایالات فدرال میکرونزی
جمعیت‌شناسی ایالات فدرال میکرونزی به ویژگی‌های جمعیتی مردمی که در کشور ایالات فدرال میکرونزی زندگی می‌کنند دارد. مردم بومی ایالات فدرال میکرونزی که بیشتر میکرونزیایی هستند از گروه‌های قومی بسیاری پدید آمده‌اند. زبان انگلیسی زبان رایج در ایالات فدرال میکرونزی است. نرخ رشد جمعیت ایالات فدرال میکرونزی بالا و نزدیک به ٪۳ است. اما به دلیل نرخ مهاجرت خالص، بهبود یافته است.
مردم آبخوست پینگلاپ به خاطر نقص ژنتیکی خود دچار بیماری کوررنگی از نوع آکروماتوپسیا هستند.

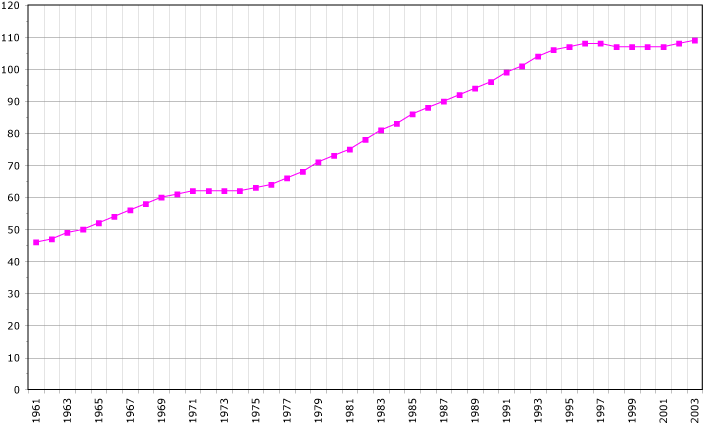
نمودار جمعیت‌شناسی ایالات فدرال میکرونزی به صورت زایمان به ازای هر ۱۰۰۰ نفر تا سال ۲۰۰۵ بر پایه داده‌های سازمان خواربار و کشاورزی ملل متحد (فائو)

## آمار بر پایه اطلاعات‌نامه جهان

### جمعیت
۱۳۳,۱۴۴ نفر (براورد ژوئیه ۲۰۰۰ (میلادی))

### ساختار سنی
داده در دست نیست.

### نرخ رشد جمعیت
۰/۱۱-٪ (براورد سال ۲۰۰۶ (میلادی))

### نرخ زایمان
۲۷/۰۹ کودک به ازای هر ۱۰۰۰ نفر (براورد سال ۲۰۰۰ (میلادی))

### نرخ مرگ
۵/۹۵ مرگ به ازای هر ۱۰۰۰ نفر (براورد سال ۲۰۰۰ (میلادی))

### نرخ مهاجرت خالص
۱۱/۶۵ مهاجر به ازای هر ۱۰۰۰ نفر (براورد سال ۲۰۰۰ (میلادی))

### نرخ مرگ‌ومیر نوزادان
۳۳/۴۸ مهاجر به ازای هر ۱۰۰۰ زایمان (براورد سال ۲۰۰۰ (میلادی))

### امید به زندگیدر هنگام به دنیا آمدن
همه جمعیت: ۶۸/۶۳ سال (براورد سال ۲۰۰۰ (میلادی))
مردان: ۶۶/۶۷ سال
زنان: ۷۰/۶۲ سال

### میزان کلی باروری
۳/۸۳ کودک به ازای هر زن (براورد سال ۲۰۰۰ (میلادی)

### ملیت
اسمی: میکرونِزیایی
صفتی: میکرونزیایی، کُسرائیایی، پُناپیایی، تروکیایی (چوئوکیایی)، و یَپیایی

### قومیت
٪۴۸/۸ چوکیایی، ٪۲۴/۲ پُناپیایی، ٪۹/۷ پَیایی، ٪۶/۲ کُسرائیایی، و ٪۱۱/۱ دیگر قومیت‌ها

### مذهب
کلیسای کاتولیک رومی ٪۵۰، پروتستان ٪۴۷، دیگر مذهب‌ها و بدون مذهب ٪۳

### زبان‌ها
زبان انگلیسی (زبان رسمی و رایج)، زبان چوکی‌ای، زبان پوناپیایی، زبان یاپیایی، زبان کوسرائیایی (که در ایالت‌های خود به عنوان "زبان ایالتی" به رسمیت شناخته می‌شوند) به همراه دیگر زبان‌ها مانند زبان پینگلاپی، زبان ناتیکی، زبان ساتاوالی، زبان پولووات، زبان مورتلوکی، زبان یولیتیایی، زبان ولئیایی، زبان نوکوئورو، زبان کاپینگامارانگی.

### باسوادی
تعریف: مردم با ۱۵ سال سن و بیشتر از آن می‌توانند بخوانند و بنویسند. (براورد سال ۱۹۸۰ (میلادی))
همه جمعیت: ٪۸۹
مردان: ٪۹۱
زنان: ٪۸۸